# Gran Premio de Argentina de Motociclismo de 1961
El Gran Premio de Argentina de Motociclismo de 1961 fue la undécima y última prueba de la temporada 1961 del Campeonato Mundial de Motociclismo. El Gran Premio se disputó el 15 de octubre de 1961 en el Autódromo Oscar y Juan Gálvez. Era la primera ocasión que el Mundial visitaba Argentina y se convertía en la única carrera del Mundial que tuvo lugar fuera de Europa. Pero solo se presentaron 17 corredores, la mayoría conductores privados. Y es que el largo viaje fue prohibitivo económicamente y de los pocos equipos de fábrica que aún quedaban, MV Agusta se quedó en casa. Solo Honda apareció con una delegación decente porque el título mundial de 125cc todavía estaba en juego y Yamaha enviando a Fumio Ito. En total, en tres clases, solo 11 pilotos llegaron al final. Un pequeño hito fue la primera victoria del Mundial para Matchless.

## Resultados 500cc
En la carrera de 500cc, solo seis pilotos estaban al inicio y solo dos de los cuales cruzaron la línea de meta. No hubo pilotos privados europeos, pero sí el canadiense Frank Perris. Había llegado en tercer lugar del Mundial y Bob McIntyre y Alistair King todavía estaban por delante de él, pero no viajaron a Argentina. El argentino Jorge Kissling ganó la carrera por delante de su compatriota Juan Carlos Salatino. Perris abandonó diez vueltas antes del final, pero luego los otros participantes también lo abandonaron. Perris ocupó el tercer lugar, obtuvo sus cuatro puntos y, de hecho, terminó tercero en el Mundial.
| Pos.     | Piloto               | Moto      | Tiempo       | Pts. |
| -------- | -------------------- | --------- | ------------ | ---- |
| 1        | Jorge Kissling       | Matchless | 1h 39' 06" 5 | 8    |
| 2        | Juan Carlos Salatino | Norton    | +2" 8        | 6    |
| 3        | Frank Perris         | Norton    | +10 Vueltas  | 4    |
| 4        | Juan Perkins         | Norton    | +17 Vueltas  | 3    |
| 5        | Eduardo Salatino     | Norton    | +17 Vueltas  | 2    |
| 6        | Horacio Costa        | Matchless | +17 Vueltas  | 1    |
| Sources: |                      |           |              |      |

## Resultados 250cc
En la clase de 250cc, solo comenzaron seis pilotos, incluidos cuatro pilotos de Honda (Benedicto Caldarella también habían recibido un Honda RC 162 para la ocasión) y Fumio Ito con su Yamaha RD 48. Tom Phillis ganó la carrera por delante de sus compañeros Kunimitsu Takahashi y Jim Redman. Caldarella abandonó al igual que su compatriota Victorio Minguzzi, dejando solo cuatro corredores clasificados.
| Pos. | Piloto               | Moto    | Tiempo       | Pts. |
| ---- | -------------------- | ------- | ------------ | ---- |
| 1    | Tom Phillis          | Honda   | 1h 04' 45" 4 | 8    |
| 2    | Kunimitsu Takahashi  | Honda   | +27" 2       | 6    |
| 3    | Jim Redman           | Honda   | +3 Vueltas   | 4    |
| 4    | Fumio Itō            | Yamaha  | +7 Vueltas   | 3    |
| Ret  | Benedicto Caldarella | Honda   | Ret          |      |
| Ret  | Victorio Minguzzi    | Bultaco | Ret          |      |

## Resultados 125cc
La carrera de 125cc fue ganada por Tom Phillis, que se proclamaba Campeón del Mundo. Sin la participación de Ernst Degner, Phillis podría convertirse fácilmente en campeón mundial, pero para Redman, el tercer lugar en la posición de la Copa Mundial estaba en juego, especialmente ahora que Luigi Taveri tampoco estaba allí. Aun así, Redman fue batido por Phillis por tan solo una décima de segundo, lo que lo convirtió en cuarto en el marcador final. Kunimitsu Takahashi terminó tercero.
| Pos. | Piloto              | Moto    | Tiempo       | Pts. |
| ---- | ------------------- | ------- | ------------ | ---- |
| 1    | Tom Phillis         | Honda   | 1h 08' 54" 9 | 8    |
| 2    | Jim Redman          | Honda   | +0" 1        | 6    |
| 3    | Kunimitsu Takahashi | Honda   | +13" 2       | 4    |
| 4    | Sadao Shimazaki     | Honda   | +1 Vuelta    | 3    |
| 5    | Naomi Taniguchi     | Honda   | +1 Vuelta    | 2    |
| 6    | Héctor Pochettino   | Bultaco | +2 Vueltas   | 1    |